# Amitostigma capitatum
Amitostigma capitatum är en orkidéart som beskrevs av Tang och Fa Tsuan Wang. Amitostigma capitatum ingår i släktet Amitostigma och familjen orkidéer. IUCN kategoriserar arten globalt som starkt hotad. Inga underarter finns listade i Catalogue of Life.